# Фузија (музика)
Фузија у музици је жанр настао комбиновањем два или више других жанрова. На пример, рокенрол се оригинално развио као фузија блуз, госпел и кантри музике. Други примери фузије су џез фузија, блуз—рок, nu metal, bhangra, metalcore, поп панк, и ритам и блуз.